# VKU Verkehrsunfall und Fahrzeugtechnik
Die VKU Verkehrsunfall und Fahrzeugtechnik ist eine deutsche Fachzeitschrift. Sie richtet sich an Unfallanalytiker, Kfz-Sachverständige, Versicherungen und Rechtsanwälte. Anhand aktueller Beispiele werden Fälle aus der Praxis erläutert. Außerdem werden Technische Arbeitsblätter zu Fahrzeugen sowie Berichte zur sicherheitsrelevanten Fahrzeugtechnik und Beiträge zur Grundlagenforschung in Zusammenhang mit Verkehrsunfällen und Schäden an Fahrzeugen veröffentlicht. Neben aktuellen Meldungen sind auch Branchentermine und Nachrichten der Europäischen Vereinigung für Unfallforschung und Unfallanalyse enthalten.
Sie wird vom Verlag Auto Business Media, einem Teil der Tecvia GmbH, monatlich herausgegeben.

## Geschichte
Die Zeitschrift nannte sich anfangs Information, wurde später in Der Verkehrsunfall umbenannt und letztlich in VKU – Verkehrsunfall und Fahrzeugtechnik, um der zunehmenden Beiträge zu letzterem Thema Rechnung zu tragen. Das Fachmagazin erschien ab 1963 vierzig Jahre im Verlag INFORMATION Ambs, wobei Ambs der Nachname des Herausgebers war. Mitte 2004 wurde das Blatt an den Vieweg-Verlag verkauft, wo es in leicht geänderter Aufmachung erschien. Vieweg führte dann das Logo mit dem stilisierten Kürzel VKU, das sich mittlerweile als Kurzbezeichnung eingebürgert hat.
2010 wurde VKU bei den Springer Fachmedien München (heute Tecvia GmbH) eingegliedert und bekam im Laufe des Jahres 2011 einen eigenen Online-Auftritt.

## Onlinedienst
Der Onlinedienst bietet Nachrichten aus den Bereichen Unfallforschung, Prüfwesen und Kfz-Technik mit Schwerpunkt Sicherheitstechnik. Für Abonnenten steht zusätzlich ein digitales Heftarchiv zur Verfügung, das eine  Recherche in den Fachartikeln der Zeitschrift ermöglicht. Das Archiv
umfasst Beiträge ab Ausgabe 01/2006.